# Bell hooks

Gloria Jean Watkins (Hopkinsville, 25. rujna 1952. – Berea, 15. prosinca 2021.), poznatija pod pseudonimom bell hooks, američka je autorica, profesorica, feministkinja i društvena aktivistkinja. Ime "bell hooks" posuđeno je od prabake po majci, Bell Blair Hooks.
U središtu njenog pisanja bila je intersekcionalnost rase, kapitalizma i roda, i onoga što ona opisuje kao njihovu sposobnost stvaranja i održavanja sustava ugnjetavanja i klasne dominacije. Objavila je više od 30 knjiga i brojne znanstvene članke, pojaviljivala se u dokumentarnim filmovima i sudjelovala na javnim predavanjima. Bavila se rasom, klasom i rodom u obrazovanju, umjetnosti, povijesti, seksualnosti, masovnim medijima i feminizmu. Godine 2014. osnovala je bell hooks institut na Berea Collegeu u Berei u Kentuckyju.

## Biografija

### Rani život
Gloria Jean Watkins rođena je 1952. u Hopkinsvilleu, malom, izdvojenom gradiću u Kentuckyju, u radničkoj afroameričkoj obitelji. Watkins je bila jedno od šestero djece rođene od Rose Bell Watkins (rođene Oldham) i Veodis Watkins. Otac joj je radio kao domar, a majka kao sobarica u kućama bijelih obitelji. Strastvena čitateljica, Watkins se školovala u rasno odvojenim javnim školama, kasnije je napisala da je svoje obrazovanje doživjela kao praksu slobode. Opisuje velike nedaće s kojima se suočila pri prijelazu u integriranu školu, gdje su učitelji i učenici bili uglavnom bijelci. Završila je srednju školu u Hopkinsvilleu, prije diplomiranja engleskog jezika 1973. godine na Sveučilištu Stanford, a magistrirala je engleski jezik na Sveučilištu Wisconsin-Madison 1976. godine.
Godine 1983., nakon nekoliko godina poučavanja i pisanja, doktorirala je književnost na Kalifornijskom sveučilištu u Santa Cruzu s disertacijom o autorici Toni Morrison.

### Karijera
Svoju nastavničku karijeru započela je 1976. godine kao profesorica engleskog jezika i viša predavačica za etničke studije na Sveučilištu Južna Kalifornija. Tijekom tri godine provedene tamo, izdavač iz Los Angelesa, Golemics izdao je njezino prvo objavljeno djelo, zbirku pjesama pod naslovom And There We Wept (1978.), napisanu pod imenom "bell hooks". Usvojila je ime svoje prabake po majci kao pseudonim jer je njezina prabaka "bila poznata po svom bistrom i odvažnom jeziku, kojoj se jako divila". Ime je napisala malim slovima "kako bi se razlikovala od prabake". Rekla je da njezino nekonvencionalno mala slova njezina imena označavaju najvažnija njezina djela: "suštinu knjiga, a ne tko sam ja".
Predavala je na nekoliko visokoškolskih ustanova ranih 1980-ih i 1990-ih, uključujući Kalifornijsko sveučilište, Santa Cruz, Državno sveučilište San Francisco, Yale, Oberlin College i City College u New Yorku. Godine 1981. South End Press objavio je njeno prvo veliko djelo, Nisam li ja žena?: Crne žene i feminizam, koje je napisano godinama ranije dok je bila studentica. Desetljećima od objavljivanja, Nisam li ja žena? stekla je široko priznanje kao utjecajan doprinos feminističkoj misli.
Feministkinje ju često citiraju, zbog najboljeg rješenja za definiranje nečega raznolikog kao što je "feminizam”: 'Feminizam je pokret za okončanje seksizma, seksističkog iskorištavanja i ugnjetavanja'.
Objavila je više od 30 knjiga, o različitim temama, od tema crnaca, patrijarhata i muškosti do samopomoći, angažirane pedagogije do osobnih sjećanja i seksualnosti (obzirom na feminizam i politiku estetske/vizualne kulture). Prevladavajuća tema u njezinom najnovijem pisanju su zajednica i zajedništvo, sposobnost ljubavnih zajednica da prevladaju nejednakosti rase, klase i roda. U tri konvencionalne knjige i četiri knjige za djecu, ona sugerira da su komunikacija i pismenost (sposobnost čitanja, pisanja i kritičkog razmišljanja) ključni za razvoj zdravih zajednica i odnosa koji nisu narušeni rasnom, klasnom ili rodnom nejednakošću.
Bila je na pozicijama profesorice afroameričkih studija i engleskog jezika na Sveučilištu Yale, izvanredne profesorice ženskih studija i američke književnosti na Oberlin Collegeu u Oberlinu (Ohio), te kao istaknute predavačice engleske književnosti na City Collegeu u New Yorku.

## "Feministička" teorija
Uočavajući nedostatak raznolikih glasova u popularnoj feminističkoj teoriji, Hooks je 1984. objavila Feminističku teoriju: od margine do centra. U ovoj knjizi ona tvrdi da su ti glasovi marginalizirani te navodi: "Biti na margini znači biti dio cjeline, ali izvan glavnog tijela. Ona tvrdi da ako feminizam nastoji učiniti žene jednakim muškarcima, to je nemoguće jer u zapadnom društvu nisu svi muškarci jednaki. Tvrdi: "Žene u nižim slojevima i siromašnim skupinama, osobito one koje nisu bijele, ne bi definirale oslobođenje žena kao žene koje stječu društvenu ravnopravnost s muškarcima budući da ih se u svakodnevnom životu stalno podsjeća da sve žene ne dijele zajedničko društveni status."
Rad je iskoristila kao platformu za nove, sveobuhvatnije feminističke teorije. Njezina je teorija poticala dugogodišnju ideju sestrinstva, ali se zalagala za to da žene priznaju svoje razlike, a da se ipak međusobno prihvaćaju. Pozvala je feministkinje da razmotre rodni odnos prema rasi, klasi i spolu, koncept koji je postao poznat kao intersekcionalnost. Ona također zagovara važnost uključivanja muškaraca u pokret za ravnopravnost, navodeći da muškarci moraju učiniti svoj dio posla da bi došlo do promjene. Ona također poziva na restrukturiranje kulturnog okvira moći, onog koji ne smatra nužnim ugnjetavanje drugih.
Dio ovog restrukturiranja uključuje uključivanje muškaraca u feministički pokret, tako da ne postoji separatistička ideologija, koliko integrirano drugarstvo. Nadalje, ona cijeni odmak od feminističke misli koju vode buržoaske bijele žene, i prema višedimenzionalnom okupljanju oba spola u borbi za odgoj žena. Time se izvorni fokus feminizma pomiče s viktimizacije, prema gajenju razumijevanja, uvažavanja i tolerancije prema svim spolovima i spolovima, tako da svi imaju kontrolu nad svojim sudbinama, bez kontrole patrijarhalnih, kapitalističkih tirana.

### Knjige
- And there we wept: poems. 1978. OCLC 6230231
- hooks, bell. 1981. Ain't I a Woman?: Black women and feminism. ISBN 978-0-89608-129-1
- hooks, bell. 1984. Feminist Theory: From Margin to Center. ISBN 978-0-89608-613-5CS1 održavanje: parametar ref identičan predodređenom (link)

- hooks, bell. 1989. Talking Back: Thinking feminist, thinking Black. ISBN 978-0-921284-09-3978-0-921284-09-3
- hooks, bell. 1990. Yearning: race, gender, and cultural politics. ISBN 978-1-1-38821-75-0978-1-1-38821-75-0
- S Cornelom Westom ,hooks, bell; West, Cornel. 1991. Breaking bread: insurgent Black intellectual life. ISBN 978-0-89608-414-8 Lomljenje kruha: pobunjeni crni intelektualni život . ISBN 978-0-89608-414-8 .
- Black Looks: Race and representation. 1992. ISBN 978-0-89608-434-6978-0-89608-434-6
- hooks, bell. 1993. Sisters of the yam: Black women and self-recovery. ISBN 978-1138821682978-1138821682
- Teaching to transgress: education as the practice of freedom. 1994. ISBN 978-0-415-90808-5978-0-415-90808-5
- hooks, bell. 1994. Outlaw culture: resisting representations. ISBN 978-0-415-90811-5978-0-415-90811-5
- hooks, bell. 1995. Killing rage: ending racism. ISBN 978-0-8050-5027-1978-0-8050-5027-1
- hooks, bell. 1995. Art on my mind: visual politics. ISBN 978-1-56584-263-2978-1-56584-263-2
- Reel to real: race, sex, and class at the movies. 1996. ISBN 978-0-415-91824-4978-0-415-91824-4
- hooks, bell. 1996. Bone Black: Memories of Girlhood. ISBN 978-0-8050-4146-0978-0-8050-4146-0
- hooks, bell. 1997. Wounds of passion: a writing life. ISBN 978-0-8050-5722-5978-0-8050-5722-5
- hooks, bell. 1999. Remembered rapture: the writer at work. ISBN 978-0-8050-5910-6978-0-8050-5910-6
- hooks, bell. 2000. Justice: childhood love lessons. ISBN 978-0-688-16844-5978-0-688-16844-5
- hooks, bell. 2000. All About Love: New Visions. ISBN 978-0-06-095947-0978-0-06-095947-0
- Feminism is for everybody: passionate politics. 2000. ISBN 978-0-89608-628-9978-0-89608-628-9
- hooks, bell. 2000. Where we stand: class matters (PDF). ISBN 978-0-415-92913-4978-0-415-92913-4
- hooks, bell. 2001. Salvation: Black people and love. ISBN 978-0-06-095949-4978-0-06-095949-4
- hooks, bell. 2002. Communion: the female search for love. ISBN 978-0-06-093829-1978-0-06-093829-1
- Teaching community: a pedagogy of hope. Routledge. New York. 2003. ISBN 978-0-415-96818-8978-0-415-96818-8
- Rock my soul: Black people and self-esteem. Atria Books. New York. 2003. ISBN 978-0-7434-5605-0978-0-7434-5605-0
- The will to change: men, masculinity, and love. Atria Books. New York. 2004. ISBN 978-0-7434-5607-4978-0-7434-5607-4
- Space. 2004[19]
- We Real Cool: Black Men and Masculinity. Routledge. New York. 2004. ISBN 978-0-203-64220-7978-0-203-64220-7
- Soul sister: women, friendship, and fulfillment. South End Press. Cambridge, Massachusetts. 2005. ISBN 978-0-89608-735-4978-0-89608-735-4
- Witness. 2006[19]
- S Amalijom Mesa-Bains,Homegrown: engaged cultural criticism. South End Press. Cambridge, Massachusetts. 2006. ISBN 978-0-89608-759-0 Cambridge, Massachusetts: South End Press. 2006. godine. ISBN 978-0-89608-759-0 .
- Belonging: a culture of place. Routledge. New York. 2009. ISBN 978-0-203-88801-8978-0-203-88801-8
- Teaching critical thinking: practical wisdom. Routledge. New York. 2010. ISBN 978-0-415-96820-1978-0-415-96820-1
- Appalachian elegy: poetry and place. Kentucky Voices Series. University Press of Kentucky. Lexington. 2012. ISBN 978-0-8131-3669-1978-0-8131-3669-1[20]
- Writing beyond race: living theory and practice. Routledge. New York. 2013. ISBN 978-0-415-53914-2978-0-415-53914-2

### Knjige za djecu
- Happy to be nappy. Chris Raschka (illustrator). 1999. ISBN 978-0-7868-2377-2CS1 održavanje: others (link)
- Homemade Love. Hyperion Books for Children. New York. 2002. ISBN 9780786825530
- Be boy buzz. Hyperion Books for Children. New York. 2002. ISBN 9780786816439
- Skin again. Chris Raschka (illustrator). Hyperion Books for Children. New York. 2004. ISBN 9780786808250CS1 održavanje: others (link)
- Grump groan growl. Chris Raschka (illustrator). Hyperion Books for Children. New York. 2008. ISBN 9780786808168CS1 održavanje: others (link)

### Poglavlja knjiga
- hooks, bell. 1993. Black women and feminism.   Richardson (ur.). Feminist frontiers III. McGraw-Hill. New York. str. 444–449. ISBN 9780075570011.
- hooks, bell. 1996. Continued devaluation of Black womanhood.   Jackson (ur.). Feminism and sexuality: a reader. Columbia University Press. New York. str. 216–223. ISBN 9780231107082.
- hooks, bell. 1997. Sisterhood: political solidarity between women.   McClintock (ur.). Dangerous liaisons: gender, nation, and postcolonial perspectives. University of Minnesota Press. Minnesota, Minneapolis. str. 396–414. ISBN 9780816626496.
- hooks, bell. 2004. Selling hot pussy: representations of Black female sexuality in the cultural marketplace.   Richardson (ur.). Feminist frontiers. 5th izdanje. McGraw-Hill. Boston. str. 119–127. ISBN 9780072824230. Pdf.
- hooks, bell. 2005. Black women: shaping feminist theory.   Cudd (ur.). Feminist theory: a philosophical anthology. Blackwell Publishing. Oxford, UK; Malden, Massachusetts. str. 60–68. ISBN 9781405116619.

## Privatni život
Opisivala je svoj seksualni identitet kao "queer-pas-gay".
hooks je preminula 15. prosinca 2021. u 69. godini u svom domu Berea, Kentucky od posljedica otkazivanja bubrega.